# Julius Saaristo

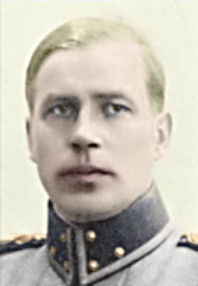
Julius Saaristo v roce 1921

Juho Julius Saaristo (21. července 1891 Tampere — 12. října 1969 tamtéž) byl finský atlet, specializující se zejména na hod oštěpem, dvojnásobný olympijský medailista.
Startoval na dvou olympiádách – v roce 1912 ve Stockholmu a v roce 1920 v Antverpách. Při svém prvním olympijském startu zvítězil v soutěži v hodu oštěpem obouruč a v "tradiční" soutěži oštěpařů se umístil na druhém místě. Jeho osobní rekord v hodu oštěpem z roku 1920 je 62,39 m.